# Вулиця Енергетична (Львів)
Вулиця Енергетична — вулиця у Сихівському районі міста Львова, в місцевості Персенківка. Сполучає вулицю Козельницьку з вулицею Панаса Мирного, утворюючи з останньою перехрестя.

## Назва
Від 1929 року вулиця мала назву Над Ярем. У липні 1944 року отримала назву Над Яром. Сучасна назва від 1955 року.

## Забудова
Горішня частина вулиці забудована здебільшого триповерховими житловими будинками у стилі польського конструктивізму кінця 1920-х років, а долішня — п'ятиповерховий радянський конструктивізм 1960-х років.
№ 1, 2, 3, 4, 5, 6, 7, 9, 12 — житловий комплекс з дев'яти триповерхових будинків, збудованих у 1928—1929 роках за проєктом відомого краківського архітектора Вацлава Новаковського. Будинки по периметру оздоблені клінкерною цеглою. Клінкерне облицювання мають тяги на фасаді, вхідні портали та вікна. Фасади будинків сегментовані красивими карнизами. Попри планувальні відмінності, всі вони були накриті високими чотирисхилими дахами з червоної дахівки. Вся забудова відсунута від червоної лінії. Навколо будинку архітектор запланував цілі сади та палісадники, які розмежовують будинки та відділяють від вулиці. Разом із розташованими поруч садибними будинками при вул. Власна Стріха (нині вулиця Панаса Мирного), що були зведені дещо раніше, разом утворювали житлову дільницю «Власна Стріха». Цікавим було те, що у кожному будинку була запроєктована власна котельня в підвалі, а на даху були пральня та сушарня. У міжвоєнний період в цих будинках мешкало багато польських військових, а за радянських часів — гарні просторі помешкання, а також приміщення пральні, сушарні, котельні переробили на комунальні квартири. Тут мешкали переважно працівники електростанції. Підвальне приміщення № 3 за радянських часів займав продуктовий магазин для діабетиків, нині там міститься магазин «Продукти».
№ 10а — розташований автогаражний кооператив «Енергетик-2».
№ 18 — типова житлова п'ятиповерхівка, збудована у 1960-х роках, за радянських часів тут працював овочевий магазин, нині тут діє дизайн-студія «Артес».
№ 19 — до 1990-х років тут працювало ательє з пошиття портьєр, нині тут майстерня з ремонту м'яких меблів.
Між житловими будинками на вулиці Івана Франка, 157а та вулиці Енергетичній, 19 зростає 150-літній дуб, якому рішенням виконкому ЛМР від 25 лютого 2021 року надано статус ботанічної пам'ятки природи місцевого значення «Віковий дуб». Дерево має 5-метровий обхват стовбура. Це найбільший за таким показником дуб на території Львова.
№ 22 — за радянських часів працював приймальний пункт пральні, нині — перукарня.

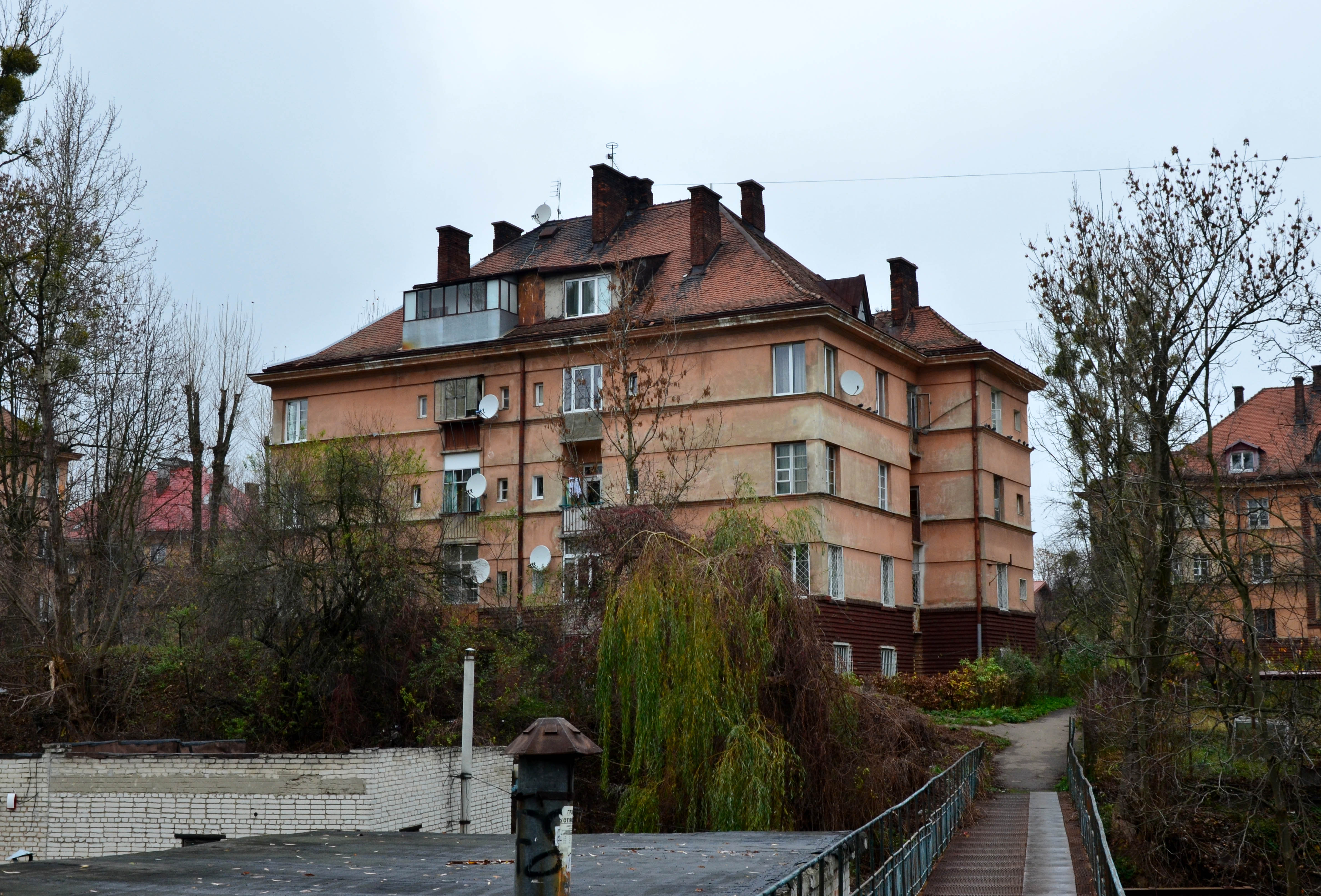
Будинок № 6
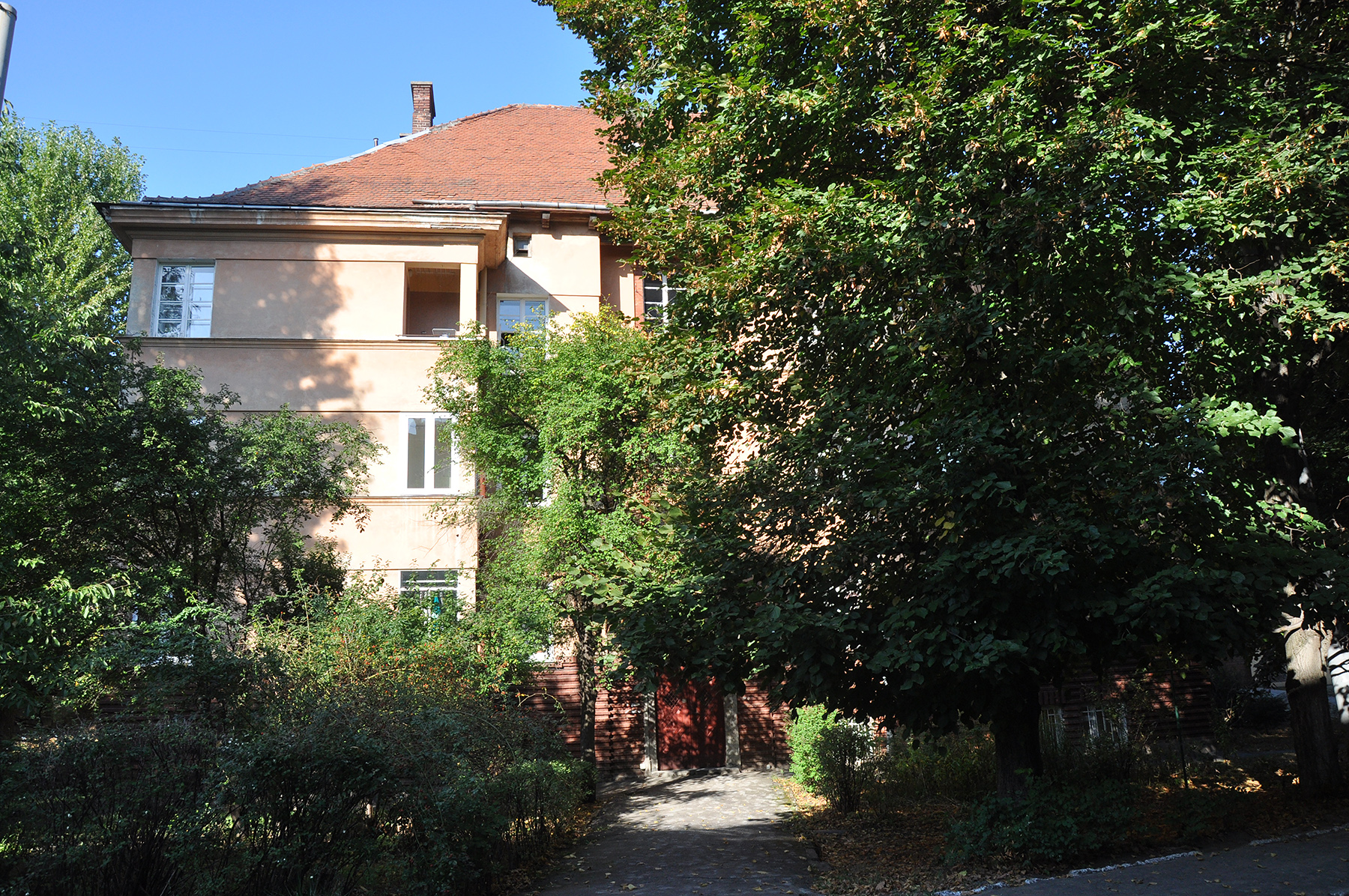
Будинок № 9
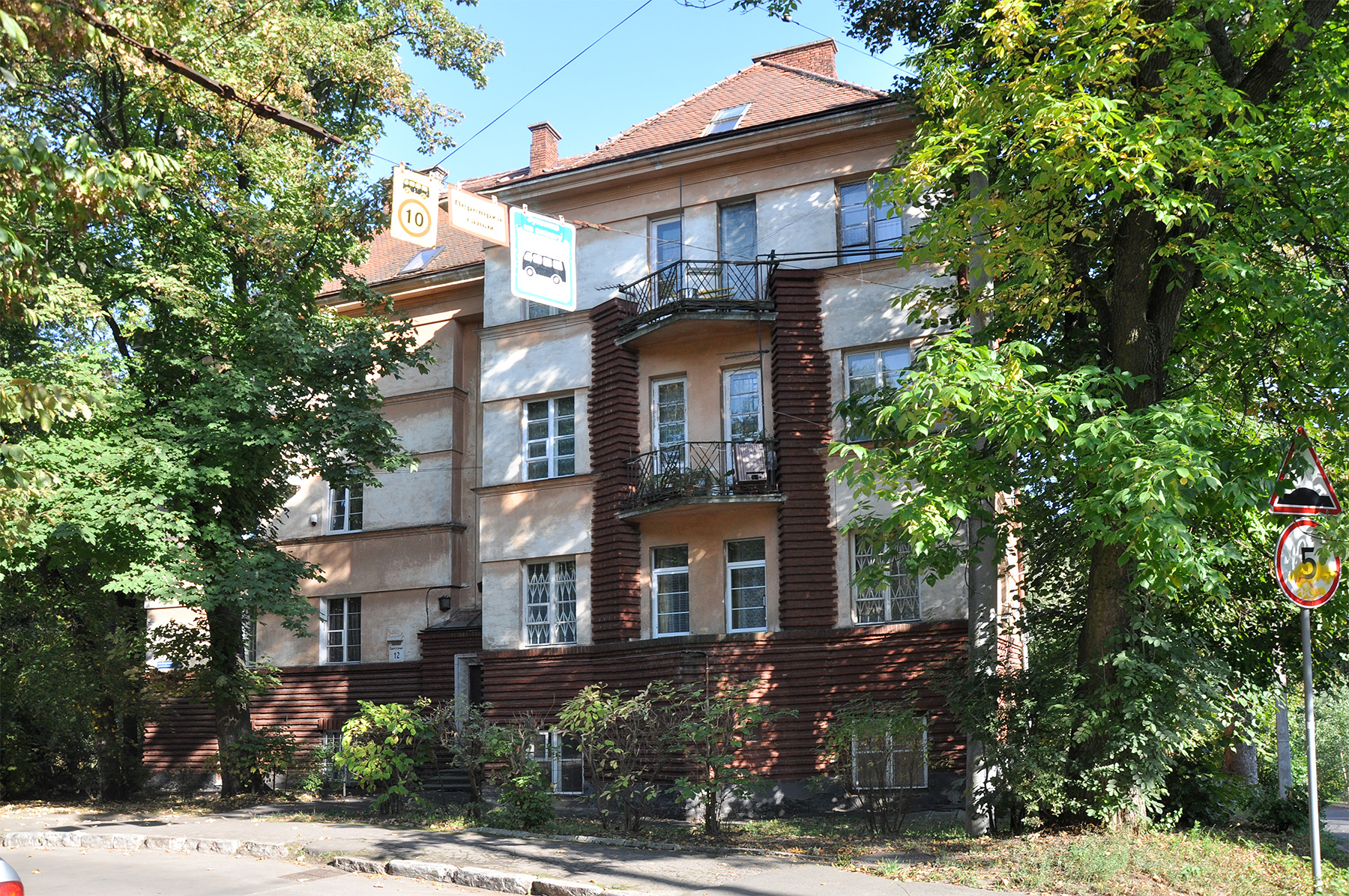
Будинок № 12

## Транспорт
1982 року було прокладено тролейбусну лінію вулицею Енергетичною, якою курсував маршрут № 17, що  сполучав вулиці Радянської Конституції (нині вулиця Симоненка) та Енергетичну. Крім того вулицею курсував маршрут № 1, що сполучав вулиці Енергетичну та Руставелі. У 1984 році маршрут № 17 був скасований, а маршрут № 1 курсував до свого скасування у 2008 році. Від 2008 року тролейбусне сполучення вулицею Енергетичною не здійснюється.